# オンセンクマムシ
オンセンクマムシ（温泉熊虫、学名：Thermozodium esakii）は、緩歩動物門に属するとされるクマムシの仲間。1937年に、スイスの動物学者が長崎県の温泉から発見して記載したが、その後一度も発見されておらず、存在自体に疑いがもたれている。

## 概要
1937年に、雲仙温泉の古湯の湯垢から発見された新種として記載、報告がなされた。報告したのはスイスの動物学者であったが、線虫の専門家でクマムシについては専門外であり、本種の他に記載したクマムシについてもほとんどがシノニムまたは疑問名とされている。
形態的には、近縁の異クマムシ綱にみられる頭部の感覚毛と、真クマムシ綱に似た咽頭をもつなど、それまでに知られているどのクマムシ類とも異なる特徴をもつとされる。また、背中に3対の三角形の突起があると記載されており、本種の他にこの特徴を持つクマムシは、同時期に同じ著者によって記載された Oreella vilucensis （こちらも存在が疑われており、疑問名扱いになっている）しかない。
オンセンクマムシの模式標本は現存しておらず、また発見地の古湯も涸れて消滅したため、オンセンクマムシの存在は記載以降確認されていない。森川国康など、オンセンクマムシの再発見を試みて雲仙に出向いた者もいたが、再発見には至っていない。そのため記載論文自体が捏造であるという疑いも持たれているが、イタリアの河川で本種に類似した形態を持つ異クマムシ綱の種が発見されるなど、完全な捏造ではない可能性も示唆されている。